# Michael Altenburg

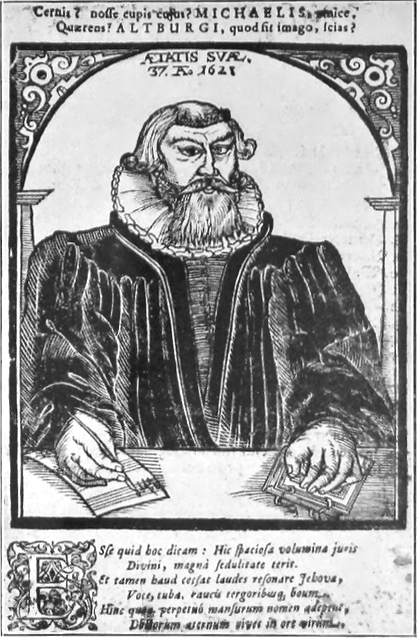
Michael Altenburg

Johann Michael Altenburg, född 27 maj 1584 i Alach, död 12 februari 1640 i Erfurt, var en tysk kompositör, teolog och psalmförfattare. En i Sverige känd komposition och psalmtext av Altenburg är Verzage nicht, du Häuflein klein, som översatt till svenska kallas Gustaf Adolfs fältpsalm med inledningsraden Förfäras ej du lilla hop och sägs vara den psalm som sjöngs inför slaget vid Lützen 1632. På tyska kallas psalmen Gustaf Adolfs Schwanenlied (Gustaf Adolfs Svanesång).

## Psalmer
- Aus Jacobs Stamm ein Stern sehr klar
- Herr Gott, nun schleuß den Himmel auf
- Herr Gott Vater, ich glaub an dich
- Jesu, du Gottes Lämmlein
- Verzage nicht, o Häuflein klein Förfäras ej du lilla hop (nr 378 i 1819 års psalmbok)
- Was Gott tut das ist wohlgethan, kein einzig Mensch ihn tadeln kann.
- Den svenska psalmboken 1819
  - 378 Förfäras ej, du lilla hop Finns på Wikisource.